# Холандија на Европском првенству у атлетици у дворани 2015.
Холандија је учествовала на 33. Европском првенству у дворани 2015. одржаном у Прагу, Чешка, од 5. до 8. марта. Ово је било тридесет треће европско првенство у дворани на којем је Холандије учествовала, односно учествовала је на свим првенствима до данас. Репрезентацију Холандије представљало је 17 спортиста (8 мушкараца и 9 жена) који су се такмичили у 12. дисциплина (5 мушких и 7 женских).
Представници Холандије нису оборили неки национални рекорд, а постигли су 1 најбољи светски резултат, 10 личних рекорда и 10 најбољих личних резултата сезоне.
Холадија је заузела 5 место по броју освојених медаља са 5 медаља (2 златне и 3 бронзане.) У табели успешности према броју и пласману такмичара који су учествовали у финалним такмичењима (првих 8 такмичара) Холандија је са 8 учесником у финалу заузела осмо место са 37 бодова.
| Плас. | Земља     | 1. место | 2. место | 3. место | 4. место | 5. место | 6. место | 7. место | 8. место | Бр. финал. - Бод. |
| ----- | --------- | -------- | -------- | -------- | -------- | -------- | -------- | -------- | -------- | ----------------- |
| 8.    | Холандија | 2 - 16   | –        | 3 - 18   | –        | –        | –        | 1 - 2    | 1 - 1    | 7 - 37            |

## Учесници
| Дисциплина   | Спортисти                                        | Спортисти                   |
| Дисциплина   | Мушкарци                                         | Жене                        |
| ------------ | ------------------------------------------------ | --------------------------- |
| 60 м         | Брајан Маријано                                  | Дафне Схиперс Јамиле Самуел |
| 400 м        | Ли-Марвин Боневасија Бјорн Блаувхоф Теренс Агард | Мадија Хафор                |
| 800 м        | Тијемен Куперс                                   | -                           |
| 1,500 м      | -                                                | Сифан Хасан                 |
| 3.000 м      | -                                                | Морен Костер                |
| 60 м препоне | Грегор Седок                                     | Надине Фисер                |

| Дисциплина  | Спортисти                    | Спортисти                 |
| Дисциплина  | Мушкарци                     | Жене                      |
| ----------- | ---------------------------- | ------------------------- |
| Скок мотком |                              | Фемке Плејм               |
| Петобој     | -                            | Надин Брурсен Анаук Ветер |
| Седмобој    | Елко Синтниколас Питер Браун | -                         |

## Освајачи медаља (5)

### Злато (2)
- Дафне Схиперс — 60 м
- Сифан Хасан — 1.500 м

### Бронза (3)
- Тијемен Куперс — 800 м
- Елко Синтниколас — Седмобој
- Морин Костер — 3.000 м

## Резултати

### Мушкарци
| Атлетичар            | Дисциплина   | Лични рекорд | Квалификације | Квалификације | Полуфинале           | Полуфинале           | Финале               | Финале       | Детаљи |
| Атлетичар            | Дисциплина   | Лични рекорд | Резултат      | Место         | Резултат             | Место                | Резултат             | Место        | Детаљи |
| -------------------- | ------------ | ------------ | ------------- | ------------- | -------------------- | -------------------- | -------------------- | ------------ | ------ |
| Брајан Маријано      | 60 м         | 6,60 НР      | 6,64 =ЛРС     | 2. у гр. 2 КВ | 6,64 =ЛРС            | 4 у пф. 1            | Није се квалификовао | 10 / 35 (37) |        |
| Ли-Марвин Боневасија | 400 м        | 46,46 НР     | 47,62         | 3 у гр. 2     | Није се квалификовао | Није се квалификовао | Није се квалификовао | 20 / 30 (33) |        |
| Теренс Агард         | 400 м        | 46,77        | 47,56         | 4 у гр. 1     | Није се квалификовао | Није се квалификовао | Није се квалификовао | 19 / 30 (33) |        |
| Бјорн Блаувхоф       | 400 м        | 46,75        | 47,52         | 5 у гр. 5 кв  | 48,38                | 6 у пф. 2            | Није се квалификовао | 16 / 30 (32) |        |
| Тијемен Куперс       | 800 м        | 1:46,55      | 1:48,19       | 2. у гр. 1 КВ | 1:47,34              | 2 у пф. 2 КВ         | 1:47,25 ЛРС          |              |        |
| Грегор Седок         | 60 м препоне | 7,52         | 7,72          | 4. у гр. 2 кв | 7,65 7,65            | 5 у пф. 2            | Није се квалификовао | 9 / 27 (28)  |        |

#### Седмобој
| Дисциплина   | Елко Синтниколас | Елко Синтниколас | Елко Синтниколас | Елко Синтниколас | Елко Синтниколас | Елко Синтниколас |
| Дисциплина   | Лич. рек.        | Резултат         | Бод.             | Плас.            | Укупно           | Плас.            |
| ------------ | ---------------- | ---------------- | ---------------- | ---------------- | ---------------- | ---------------- |
| 60 м         | 6,88             | 6,98 ЛРС         | 889              | 4.               |                  | 4.               |
| Скок удаљ    | 7,65             | 7,51 ЛРС         | 937              | 4.               | 1.826            | 4.               |
| Бацање кугле | 14,66            | 14,03 ЛРС        | 730              | 7.               | 2.556            | 4.               |
| Скок увис    | 2,08             | 1,98             | 785              | 8.               | 3.341            | 5.               |
| 60 м препоне | 7,88             | 7,98 ЛРС         | 987              | 5.               | 4.328            | 4.               |
| Скок мотком  | 5,52             | 5,20             | 972              | 2.               | 5.300            | 3.               |
| 1.000 м      | 2:38,73          | 2:39,00          | 885 ЛРС          | 3.               | 6.185            | 3.               |
| Седмобој     | 6,372            |                  |                  |                  | 5.857 ЛРС        |                  |

| Дисциплина   | Питер Браун | Питер Браун | Питер Браун | Питер Браун | Питер Браун | Питер Браун  |
| Дисциплина   | Лич. рек.   | Резултат    | Бод.        | Плас.       | Укупно      | Плас.        |
| ------------ | ----------- | ----------- | ----------- | ----------- | ----------- | ------------ |
| 60 м         | 7,24        | 7,23 ЛР     | 802         | 14.         |             | 14.          |
| Скок удаљ    | 7,39        | 7,11 ЛРС    | 840         | 8.          | 1.712       | 8.           |
| Бацање кугле | 13,80       | 13,85 ЛР    | 719         | 9.          | 2.361       | 13.          |
| Скок увис    | 2,02        | 1,98        | 785         |             | 3.146       | 13.          |
| 60 м препоне | 8,09        | 8,17 ЛРС    | 939         | 11.         | 4.085       | 13.          |
| Скок мотком  | 4,90        | БП          | 0           |             | 4.085       | 13.          |
| 1.000 м      | 2:40,19     | 2:51,77     | 747         | 11.         | 4.832       | 12.          |
| Седмобој     | 6.018       |             |             |             | 4.832       | 12 / 12 (15) |

### Жене
| Атлетичар     | Дисциплина   | Лични рекорд | Квалификације | Квалификације | Полуфинале | Полуфинале    | Финале                | Финале       | Детаљи |
| Атлетичар     | Дисциплина   | Лични рекорд | Резултат      | Место         | Резултат   | Место         | Резултат              | Место        | Детаљи |
| ------------- | ------------ | ------------ | ------------- | ------------- | ---------- | ------------- | --------------------- | ------------ | ------ |
| Дафне Схиперс | 60 м         | 7,09         | 7,06 ЛР       | 1 у гр. 3 КВ  | 7,10       | 2 у пф. 2 КВ  | 7,05 =СРС, ЛР         |              |        |
| Јамиле Самуел | 60 м         | 7,24         | 7,26          | 3. у гр. 4 КВ | 7,20 ЛР    | 3. у гр. 1 КВ | 7,19 ЛР               | 7 / 37 (38)  |        |
| Мадија Хафор  | 400 м        | 52,42        | 53,06         | 1. у гр. КВ   | 53,63      | 6 у гр. 2     | Није се квалификовала | 10 / 28      |        |
| Сифан Хасан   | 1.500 м      | 4:00,46 НР   |               |               |            |               | 4:09,04               |              |        |
| Морин Костер  | 3.000 м      | 8:51,10      | 8:57,59       | 1. у гр. 1    | 8:51,64    |               |                       |              |        |
| Надине Фисер  | 60 м препоне | 8,08         | 8,12          | 5. у гр. 3    | НЗ         | НЗ            | НЗ                    | НЗ           |        |
| Фемке Плејм   | Скок мотком  | 4,47         | 4,30          | 16.           |            |               | Није се квалификовала | 16 / 22 (23) |        |

Петобој
| Дисциплина   | Надин Брурсен | Надин Брурсен | Надин Брурсен | Надин Брурсен | Надин Брурсен | Надин Брурсен |
| Дисциплина   | Лич. рек.     | Резултат      | Бод.          | Плас.         | Укупно        | Плас.         |
| ------------ | ------------- | ------------- | ------------- | ------------- | ------------- | ------------- |
| 60 м препоне | 8,32          | 8,31 ЛР       | 1.059         | 3             |               |               |
| Скок увис    | 1,93          | 1,77          | 941           | 12.           | 2.000         | 7.            |
| Бацање кугле | 14,93         | НС            | 0             |               | 2.000         | 14.           |
| Скок удаљ    | 6,17          |               |               |               |               |               |
| 800 м        | 2:14,97       |               |               |               |               |               |
| Петобој      | 4.830 НР      |               |               |               | НЗ            |               |

| Дисциплина   | Анаук Ветер | Анаук Ветер | Анаук Ветер | Анаук Ветер | Анаук Ветер | Анаук Ветер |
| Дисциплина   | Лич. рек.   | Резултат    | Бод.        | Плас.       | Укупно      | Плас.       |
| ------------ | ----------- | ----------- | ----------- | ----------- | ----------- | ----------- |
| 60 м препоне | 8,34        | 8,33 ЛР     | 1.055       | 4.          |             | 4.          |
| Скок увис    | 1,75        | 1,77ЛР      | 941         | 11.         | 1.969       | 8.          |
| Бацање кугле | 14,77       | 14,80 ЛР    | 7.          | 846         | 2.844       | 7.          |
| Скок удаљ    | 6,06        | 6,29 ЛР     | 3.          | 940         | 3.784       | 5.          |
| 800 м        |             | 2:24,48     | 12.         | 864         | 4.548       | 8.          |
| Петобој      |             |             |             |             | 4.548       | 8 / 12 (14) |